# Ґері Барлоу
Ґері Барлоу (англ. Gary Barlow, 20 січня 1971, Фродшем) — британський піаніст, композитор, музичний продюсер, фронтмен та автор більшості хітів гурту Take That, також знаний як сольний виконавець і суддя британського шоу X Factor.
Барлоу один із найуспішніших авторів пісень у Великій Британії, на його рахунку 13 хітів № 1 та 23 хітів, що потрапили до списку TOP 10.
2012-го року за внесок у розвиток британської музики та благочинну діяльність був удостоєний звання Офіцера Ордену Британської імперії (OBE).

## Біографія
Ґері Барлоу народився 20 січня 1971 р., у Фродшемі (графство Чешир), другий син Коліна і Марджорі Барлоу.

В автобіографії Ґері Барлоу розповідає, що його любов до музики з'явилась у ранньому віці:

«Я був тією дитиною, яка завжди танцює перед телевізором дивиться на власне відображення»

У 1986 році, коли Барлоу було п'ятнадцять років, він вступив на конкурсі Різдвяної пісні BBC Pebble Mill з «Let's Pray For Christmas». Після досягнення півфіналу конкурсу, він був запрошений до лондонської West Heath Studios для запису своєї пісні. Це надихнуло Барлоу на подальшу музичну діяльність. Він став виступати у клубах, співаючи кавер-версії відомих хітів і свої власні пісні. Перші виступи Барлоу були в Connah's Quay Labour Club, за які він отримував по 18£, виступаючи щосуботи.
У 1989 році Барлоу познайомився з Найджелом Мартіном-Смітом, який був вражений його піснею «A Million Love Songs», після чого запропонував йому стати головним співаком у новому бой-бенді

### 1989—1996— Світове визнання з Take That
Після того, як Барлоу було обрано фронтменом гурту, Найджел Мартін-Сміт обрав ще чотирьох учасників: Марка Оуена, Джейсона Оранджа, Ховарда Дональда та Роббі Вільямса.
Дебютний альбом Take That & Party вийшов 17 серпня 1992 і досяг другого місця у чарті Великої Британії. Наступного року побачив світ їх другий альбом, Everything Changes, який майже повністю було засновано на піснях Барлоу.
Перший сингл з альбому, «Why Can't I Wake Up With You», досяг другого місця у британських чартах, проте вже наступний, «Pray», став хітом № 1, така ж доля спіткала ще три сингли з альбому: «Relight My Fire», «Babe» та «Everything Changes». Барлоу здобув нагороду для композиторів Айвор Новелло за сингл «Pray».
У 1994-му році, разом із Ріком Естлі, він записує бек-вокал для пісні Елтона Джона «Can You Feel the Love Tonight» для мультфільму Король Лев.
Третій альбом групи, Nobody Else, також оснований на піснях Барлоу, став альбомом № 1 у Британії, а сингл «Back For Good» став хітом № 1 у 11-ти країнах, та досяг № 7 у чарті US Billboard Hot 100
Перед четвертим туром (Nobody Else Tour), через конфлікт з Барлоу та Джейсоном Оранджем, Take That покидає Роббі Вільямс. Попри це, група їде у тур вчотирьох, проте він стає останнім аж до об'єднання гурту у 2005-му році.
13 лютого 1996-го року, Ґері Барлоу заявляє, що збірка «Greatest Hits» буде останнім альбомом Take That, а кавер-версія пісні Bee Gees «How Deep is Your Love» буде їх останнім синглом.

### 1996—1998— Початок сольної кар'єри таOpen Road
Сольна кар'єра Барлоу розпочалася дуже успішно і йому пророкували звання «наступного Джорджа Майкла». Його перші два сольні сингли «Forever Love» (вийшов у липні 1996) і «Love Won't Wait» (написаний Мадонною) зайняли перші місця у Великій Британії. Його дебютний альбом Open Road досяг № 1 в чарті альбомів Великої Британії і був проданий 2-х мільйонним тиражем в усьому світі.
«So Help Me Girl» був першим синглом, який видав Барлоу в США як сольний виконавець. Він досяг 44-го місця у чарті Billboard Hot 100 і № 1 у чарті США Billboard Adult Contemporary.

### 1999—2000—Twelve Months, Eleven Days
Після успіху першого сольного альбому Барлоу випускає другий LP Twelve Months, Eleven Days у 1999 році. Однак, перший сингл за альбому, «Stronger», отримав мінімальну підтримку і трансляцію на радіо, як результат — максимальне 16-те місце у чартах Великої Британії. Другий сингл «For All That You Want» досяг лише 24-го місця, однак потрапив у топ-5 Фінляндії.
Не кращі справи були і у самого альбому, який не потрапив навіть у топ-10, залишившись на низькій, 35-й, сходинці. Після цього біло скасовано вихід третього синглу, «Lie To Me», а компанія BMG відмовилась продовжувати роботу з Барлоу.
Барлоу на 5 років зникає з музичного небосхилу аж до об'єднання Take That.

### 2005—2010— Відродження Take That і повернення світової популярності
2005-го Барлоу знов звернув до себе увагу після участі у документальному фільмі Take That: For the Record. Після успіху фільму, було вирішено спробувати об'єднати гурт у форматі чотирьох.
Випустивши збірку Never Forget – The Ultimate Collection, яка продалась тиражем більше ніж 2 мільйони копій, Take That вирушили в тур Великою Британією.
Вже за рік виходить перша нова пісня, «Patience» (пер. з англ. — терпіння), яка одразу ж стає хітом № 1. Той самий успіх повторює наступний сингл «Shine» і альбом Beautiful World, який було продано тиражем більше ніж 2,8 мільйони копій. У 2007-му році, спеціально до туру альбом, доповнений хітом «Rule The World», було перевидано, і він знов повернувся на першу сходинку чартів.
У 2008-му Take That номінується одразу на 4 премії Brit Awards (Best British Group, Best British Album, Best British Single та Best British Live Act), дві з яких (Best British Single та Best British Live Act) отримує.
Take That випускає сингл «Graetest Day», який знов стає № 1. Альбом, який виходить за ним слідом, The Circus, який також посів 1-шу сходинку у чарті, було розпродано у кількості 2,2 мільйони копій, стає мультиплатиновим вже за 4 дні після виходу. Згодом, всього за п'ять годин було розкуплено більше як 1 мільйон квитків на концерти з нового туру.

## Дискографія
- Open Road (1997)
- Twelve Months, Eleven Days (1999)
- Sing (2012)
- Since I Saw You Last (2013)

## Нагороди та номінації
| Рік  | Номіновано           | Нагорода | Результат |
| ---- | -------------------- | --- | --------- |
| 2014 | Since I Saw You Last | Celebritain UK for Album of the Year                                                                           | Номінація |
| 2014 | Let Me Go            | Celebritain UK for Best Single                                                                                 | Номінація |
| 2013 | Let Me Go            | Heart for Best Single of 2013                                                                                  | Перемога  |
| 2013 | Gary Barlow Live     | Nordoff-Robbins Award for Best Live Act 2013                                                                   | Номінація |
| 2012 | Ґері Барлоу          | GQ Award for Outstanding Achievement                                                                           | Перемога  |
| 2012 | Ґері Барлоу          | Music Industry Trusts Award Honorary Recognition for Barlow's contribution to music over the past two decades. | Перемога  |
| 2012 | Ґері Барлоу          | National Reality Television Award for Best Reality TV Judge                                                    | Номінація |
| 2012 | Ґері Барлоу          | OBE for services to Music and Charity.                                                                         | Перемога  |
| 2012 | Take That            | Ivor Novello Award for Outstanding Contribution to British Music                                               | Перемога  |
| 2012 | The Flood            | Ivor Novello Award for PRS Most Performed Work                                                                 | Номінація |
| 2012 | Ґері Барлоу          | NT Awards for Outstanding Contribution to Charity                                                              | Перемога  |
| 2012 | X Factor             | NT Awards Best Television Talent Show                                                                          | Перемога  |
| 2011 | Ґері Барлоу          | Q Award for Classic Songwriter                                                                                 | Перемога  |
| 2011 | Shame                | Q Award for Best Collaboration                                                                                 | Перемога  |
| 2011 | Shame                | Virgin Media for Music Video                                                                                   | Номінація |
| 2011 | Shame                | Virgin Media for Best Collaboration                                                                            | Номінація |
| 2010 | Ґері Барлоу          | Blue Peter Gold Badge                                                                                          | Перемога  |
| 2009 | Ґері Барлоу          | The Sun Newspaper's Lord of the Year                                                                           | Перемога  |
| 2008 | Shine                | Ivor Novello Award for Most Performed Song                                                                     | Перемога  |
| 2007 | Ґері Барлоу          | GQ Awards for Man of the Year                                                                                  | Перемога  |
| 1998 | Ґері Барлоу          | BRIT Award for Best British Male                                                                               | Номінація |
| 1998 | Open Road            | The London Awards for Best Album                                                                               | Номінація |
| 1998 | Love Won't Wait      | Top of the Pops for Best Single                                                                                | Номінація |
| 1997 | Forever Love         | FMQ Awards [Finland] for Best Single                                                                           | Перемога  |
| 1997 | Forever Love         | TMF Awards [Netherlands] for Best Single                                                                       | Номінація |
| 1997 | Open Road            | GQ Awards for Best Album                                                                                       | Номінація |
| 1997 | Forever Love         | Премія ЕХО за кращу пісню                                                                                      | Перемога  |
| 1996 | Never Forget         | Ivor Novello Award                                                                                             | Перемога  |
| 1996 | Back for Good        | Billboard International Hit of the Year                                                                        | Перемога  |
| 1995 | Back for Good        | Ivor Novello Award for the Song of the year                                                                    | Перемога  |
| 1994 | Pray                 | Ivor Novello Award for Best Contemporary Song                                                                  | Перемога  |
| 1993 | Ґері Барлоу          | Ivor Novello Award for Songwriter of The Year Award 1993                                                       | Перемога  |

## Відзнаки
У 2012-му році, після більше ніж 20-ти років у музичній індустрії, в якій Барлоу домігся феноменального успіху в усьому світі, а також за його благодійну діяльність він був удостоєний ордену в День народження Королеви. Він був призначений офіцером Ордена Британської імперії (OBE) королевою Єлизаветою II 16 червня 2012, якою він був нагороджений 21 листопада за «службу Музиці і Благочинність».

«Я в повному захваті і дуже пишаюся тим, що потрапив у компанію настільки блискучих людей. Я насолоджуюсь кожною хвилиною хвилиною тієї роботи, яку я роблю, бо вважаю що це і є саме по собі нагорода.»

## Особисте життя
У 2000 році Барлоу одружився з Доун Ендрюс, танцівницею, що супроводжувала Nobody Else Tour групи Take That в 1995 році.
У сім'ї Барлоу троє дітей, Деніел (нар. 2000), Емілі (нар. 2002) і Дейзі (нар. 2009).
19 лютого 2012, Барлоу оголосив, що він і його дружина чекають появи на світ їх четвертої дитини, однак, їх дочка, названа Поппі, померла незабаром після народження 4 серпня 2012
В автобіографічній книзі Барлоу зазначив, що є вболівальником футбольного клубу Ліверпуль, чий гімн «You'll Never Walk Alone» був одним з перших творів, які він навчився грати на фортепіано. Він також вболіває за команду ліги регбі Warrington Wolves.

## Книги
- Gary Barlow: My Take. Bloomsbury Publishing 2006, ISBN 978-0-7475-8764-4 (не перекладалась українською)
- Gary Barlow: My Take. Bloomsbury Publishing 2007, ISBN 978-0-7475-8806-1 (у м'якій обгортці, доданий розділ про повернення Take That, не перекладалась українською)